# Килбас, Анатолий Александрович
Анато́лий Алекса́ндрович Ки́лбас (20 июля 1948, Минск — 28 июня 2010, Нальчик) — заведующий кафедрой теории функций механико-математического факультета БГУ, доктор физико-математических наук, профессор. Всемирно известный специалист в области дробного исчисления.

## Биография
Анатолий Александрович родился 20 июля 1948 года в г. Минске. После получения среднего образования в школе № 6 Ново-Борисова Минской области, Анатолий Килбас в 1966 г. поступил на математический факультет Белорусского государственного университета, который окончил с отличием.
С 1971 года он начал работать в Белорусском государственном университете в должности лаборанта и прошёл все ступени: младший научный сотрудник, аспирант, старший преподаватель, доцент, профессор, с 2002 г.— заведующий кафедрой теории функций. В 1973 году А. А. Килбас поступил в аспирантуру к академику АН БССР Ф. Д. Гахову и 20 июня 1976 г. досрочно защитил диссертацию «Операторы типа потенциала со степенно-логарифмическими ядрами и интегральные уравнения, разрешимые в замкнутой форме» на соискание учёной степени
кандидата физико-математических наук. 25 октября 1995 г. защитил в Институте математики НАН Беларуси диссертацию «Операторы дробного интегрирования. Асимптотические и композиционные свойства и приложения» на соискание учёной степени доктора физико-математических наук. Это была первая докторская защита по математике, утверждённая в Белорусском ВАКе.
А. А. Килбас активно участвовал в развитии совместных исследований белорусских и иностранных учёных в области функционального анализа и теории функций. Организовал и обеспечил плодотворное сотрудничество кафедры теории функций БГУ и института математики и информатики Йенского университета (ФРГ), факультета прикладной математики Фукуокского университета (Япония) и факультета математического анализа университета Ла Лагуна (Испания). Неоднократно принимал участие в работе международных конференций, в том числе в качестве приглашённого докладчика и члена Оргкомитета. В частности, был соруководителем секции «Дробное исчисление и приложения» на IV конгрессе международного общества по анализу, вычислениям и приложениям (ISAAC; Торонто, Канада, 2003), организатором проведения четырёх международных математических конференций в Беларуси: «Краевые задачи, специальные функции, дробное исчисление» (Минск, 1996 г.), «Аналитические методы анализа и дифференциальных уравнений» (Минск, 1999, 2001, 2003 гг.).
А. А. Килбас являлся членом Белорусского, Американского и Индийского математических обществ, являлся учёным секретарём Совета по защите диссертаций при БГУ и членом экспертного Совета по математике ФФИ Республики Беларусь.
Анатолий Александрович находил время для работы в редколлегиях математических журналов разных стран, в частности, он являлся членом редколлегий белорусских журналов «Вестник Белорусского университета. Сер. 1. Физика, математика, информатика», «Труды Института математики. Минск», «Веснік Гродзенскага дзяржаўнага ўніверсітэта iмя Янкi Купалы. Серыя 2. Матэматыка. Фізiка. Iнфарматыка, вылічальная тэхніка i ўпраўленне. Біялогія»; российского журнала «Вестник Самарского государственного технического университета. Серия: Физико-математические науки» и четырёх международных журналов: «Integral Transforms and Special Functions», «Fractional Calculus and Applied Analysis», «Advaces inApplied Mathematical Analysis»,"Mathematics inEngineering. Sciense and Aerospace (MESA)". C 1985 года реферировал статьи для реферативного журнала «Mathematical Reviews» (США) и «Zentralblatt f¨ur Mathematik» (Германия).

## Научная и педагогическая деятельность

### Ученый
А. А. Килбас разработал новые функциональные, асимптотические и композиционные методы для операторов дробного интегрирования и дифференцирования и дал приложения полученных результатов к решению в замкнутой форме новых классов одномерных и многомерных интегральных и дифференциальных уравнений дробного порядка. Часть результатов представлена в монографии «Интегралы и производные дробного порядка и некоторые их приложения, 1987» (совместно с С. Г. Самко и О. И. Маричевым), расширенный и дополненный вариант которой «Fractional Integrals and Derivatives. Theory and Applications, 1993» был опубликован на английском языке. Эти монографии вызвали широкий резонанс среди специалистов по данному направлению и по сей день считаются настольными книгами специалистов, работающих в теории дробного исчисления и его приложений.
В работах, выполненных А. А. Килбасом совместно с его учениками и иностранными математиками, построена теория одномерных дифференциальных уравнений дробного порядка («Ca´lculo Fraccionario y Ecuaciones diferenciales Fraccionarias, 2003» в соавторстве с испанскими математиками B.Bonilla и J.J. Trujillo), а также заложены основы теории интегральных преобразований со специальной H-функцией в ядре, в частности с G-функцией Мейера и функциями гипергеометрического и бесселева типа в ядрах. Результаты исследований, давших новый эффективный подход к исследованию интегральных операторов со специальными функциями в ядрах, представлены в монографии «H-Transforms Theory and Applications, 2004» (совместно с японским математиком M. Saigo).
Широкую известность далеко за пределами Беларуси получила основанная им конфереция «Аналитические методы анализа и дифференциальных уравнений» (AMADE). Было проведено 5 конференций AMADE, последняя из которых прошла в 2009 году.

### Педагог
Профессор Килбас был замечательным наставником. Под его руководством были успешно защищены шестнадцать кандидатских диссертаций. Анатолий Александрович являлся соруководителем Минского городского научного семинара им. ак. Ф. Д. Гахова.
Многократно выступая оппонентом на защитах диссертаций на соискание учёной степени кандидатов и докторов наук, А. А. Килбас дал дорогу в большую науку многим молодым учёным из России, Белоруссии, Украины, Литвы, Молдавии, Армении, Испании, Вьетнама.
Он читал лекции для студентов и аспирантов Далянского технологического института (Китай), Фукуокского университета (Япония), университета Ла Лагуна (Испания), ученых Индии, ученых Вильнюсского института математики и информатики и Вильнюсского университета, молодых ученых Самары и Воронежа. Выполнял совместные научные исследования с сотрудниками фирмы «Wolfram Research Corp.» (США) по разработке темы «Специальные функции» для её внедрения в программу «Mathematica».

## Публикации
Он был крайне работоспособным и мобильным учёным, автором более чем 420 научных и научно-методических работ.
Его монография «Интегралы и производные дробного порядка и некоторые их приложения» (совместно с С. Г. Самко и О. И. Маричевым) является настольной книгой для многих экспертов в области дробного анализа и его приложений по всему миру.
Основные публикации(см. полный список):
- Самко С. Г., Килбас А. А., Маричев О. И. Интегралы и производные дробного порядка и некоторые их приложения. Минск, Наука и техника, 1987. 688 с.
- Samko S. G., Kilbas A. A., Marichev O. I. Fractional integrals and derivatives. Theory and applications, Gordon and Breach Science Publishers, Yveron, 1993. 1012 p.
- Kilbas A. A., Saigo M. On solution of a nonlinear Abel-Volterra integral equation // Journal of Mathematical Analysis and Applications. 1999. V. 229, no. 1. P. 41-60.
- Kilbas A. A., Trujillo J. J. Differential equations of fractional order: methods, results and problems — I // Applicable Analysis. 2001. V. 78, no. 1-2. P. 153—192.
- Порядки и типы специальных функций Райта и Миттаг-Леффлера А. А. Килбас, . В. Липневич Тр. Ин-та матем., 17:2 (2009), 15-22
- Решение многомерных интегральных уравнений типа Абеля с гипергеометрической функцией Гаусса в ядрах по пирамидальной области А. А. Килбас, О. В. Скоромник Тр. Ин-та матем., 17:1 (2009), 71-78
- Интегральное уравнение с обобщенной функцией Миттаг-Леффлера в ядре в пространстве суммируемых функций А. А. Килбас, Н. В. Князюк Тр. Ин-та матем., 16:2 (2008), 49-56
- Модифицированные дробные интегралы и производные на полуоси и дифференциальные равнения дробного порядка в пространстве интегрируемых функций А. А. Килбас, Н. В. Князюк Тр. Ин-та матем., 15:1 (2007), 68-77
- Задача Коши для диффузионно-волнового уравнения с частной производной Капуто А. А. Ворошилов, А. А. Килбас Дифференц. уравнения, 42:5 (2006), 599—609
- Нелинейные дифференциальные уравнения с дробной производной Капуто в пространстве непрерывно дифференцируемых функций А. А. Килбас, С. А. Марзан Дифференц. уравнения, 41:1 (2005), 82-86
- New trends on fractional integral and differential equations A. A. Kilbas Учён. зап. Казан. гос. ун-та. Сер. Физ.-матем. науки, 147:1 (2005), 72-106
- Аналог задачи Бицадзе-Самарского для уравнения смешанного типа с дробной производной А. А. Килбас, О. А. Репин Дифференц. уравнения, 39:5 (2003), 638—644
- Решение одного класса линейных дифференциальных уравнений в терминах функции типа Миттаг-Леффлера Мегуми Сайго, А. А. Килбас Дифференц. уравнения, 36:2 (2000), 168—176
- Задача со смещением для параболо-гиперболического уравнения А. А. Килбас, О. А. Репин Дифференц. уравнения, 34:6 (1998), 799—805
- Решение в замкнутой форме одного класса линейных дифференциальных уравнений дробного порядка А. А. Килбас, Мегуми Сайго Дифференц. уравнения, 33:2 (1997), 195—204
- О композиции интегрального оператора типа Бесселя с операторами дробного интегро-дифференцирования и решении дифференциальных уравнений А. А. Килбас, С. А. Шлапаков Дифференц. уравнения, 30:2 (1994), 256—268
- О композиции операторов обобщенного дробного интегрирования с дифференциальным оператором осесимметрической теории потенциала А. А. Килбас, М. Сайго, В. А. Жук Дифференц. уравнения, 27:9 (1991), 1640—1642
- Асимптотика свертки Лапласа двух бесселевых функций В. С. Адамчик, А. А. Килбас Изв. вузов. Матем., 1991, № 4, 74-77
- Асимптотические представления дробных интегралов А. А. Килбас Изв. вузов. Матем., 1990, № 1, 30-40
- Асимптотические разложения дробных интегралов и решений уравнения Эйлера-Пуассона-Дарбу А. А. Килбас Дифференц. уравнения, 24:10 (1988), 1764—1778
- О решении многомерного интегрального уравнения с логарифмическим ядром с радиальной плотностью А. А. Килбас, С. И. Василец Дифференц. уравнения, 23:2 (1987), 321—328
- О некоторых ассоциированных гипергеометричеcких функциях А. А. Андреев, А. А. Килбас Изв. вузов. Матем., 1984, № 12, 3-12
- О гладкости многомерных операторов типа потенциала по ограниченной области А. А. Килбас Изв. вузов. Матем., 1983, № 6, 58-61
- Операторы типа потенциала с логарифмическими ядрами произвольных неотрицательных порядков А. А. Килбас Изв. вузов. Матем., 1979, № 1, 28-37
- Международная конференция «Аналитические методы анализа и дифференциальных уравнений» AMADE99 (14-18 сентября 1999 г., Минск, Беларусь) И. В. Гайшун, М. В. Дубатовская, А. А. Килбас, С. В. Рогозин, Н. И. Юрчук Дифференц. уравнения, 36:2 (2000), 284